# Лунский, Владимир Иванович
Владимир Иванович Лунский (1862, Вильно, Российская империя — 1920, Рига, Латвия) — русский прибалтийский архитектор, в основном известный как церковный зодчий, но также работавший в светской гражданской архитектуре.

## Биография

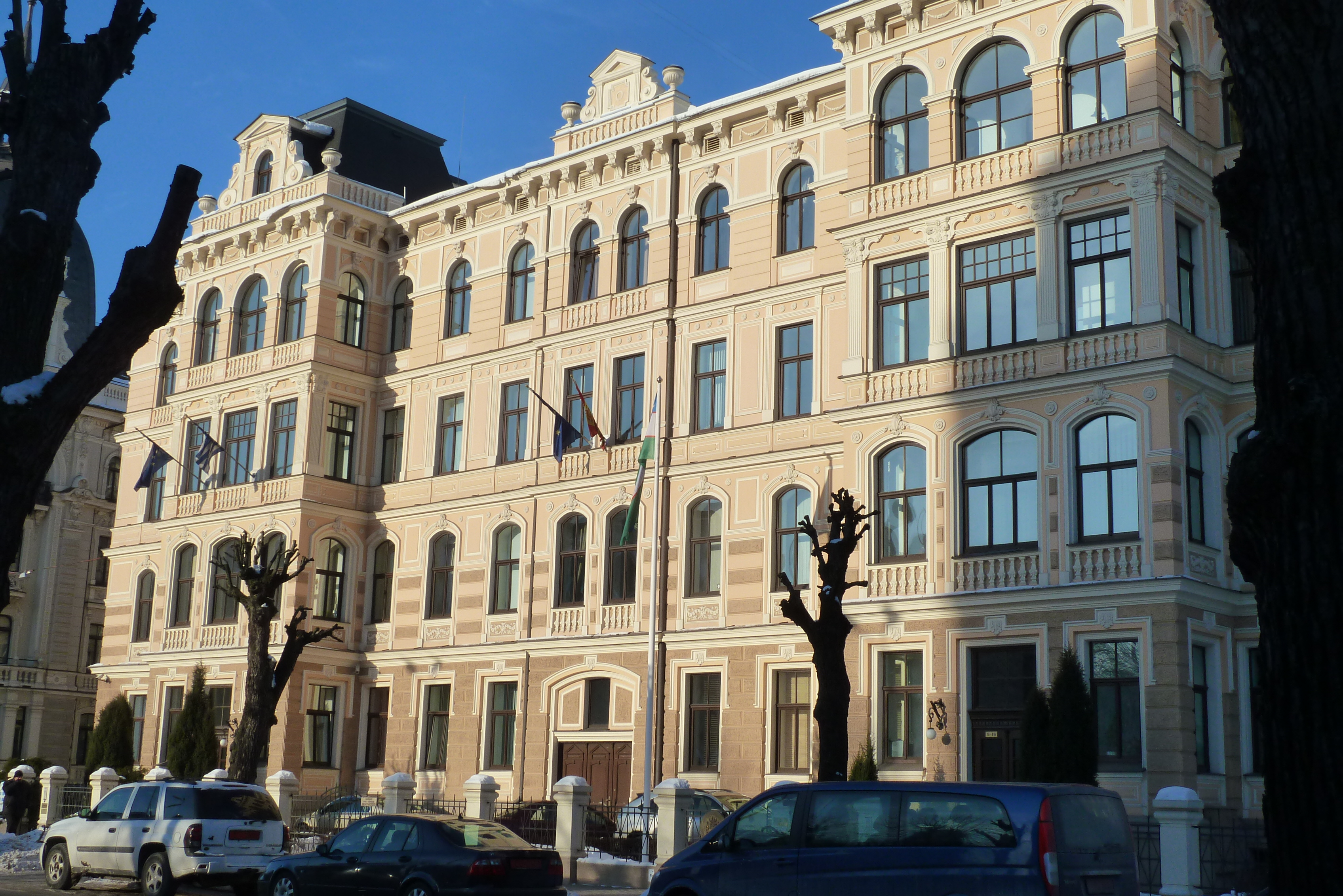
улица Элизабетес, д. 11

Выпускник Петербургской АХ. После выпуска из Академии работал в Риге. В 1892 году получает назначение на пост губернского архитектора Лифляндии, занимал этот пост в течение 13 лет. В течение нескольких лет совмещал эту должность с должностью епархиального архитектора. В период работы в Риге стяжал славу бескорыстного, трудолюбивого, талантливого и добросовестного архитектора. Работал во всех городах, подведомственных ему: в первую очередь стоит упомянуть губернскую столицу Ригу, территорию Видземе, южную часть современной Эстонии с городами Дерпт и Пернов. Находился в почётной, но ответственной должности губернского архитектора до 1905 года, в это время им был отстроен ряд примечательных, заслуживающих внимания объектов церковной и светской архитектуры. Также его заслуга в том, что своей подписью он одобрил строительство ряд важных сооружений, получивших «право на жизнь» в этот период.
Можно отметить прогрессивное с точки зрения архитектурной характеристики здание Второго городского русского театра (архитектор Август Рейнберг); лютеранскую церковь Новой Гертруды; Рижское биржевое коммерческое училище (ныне Академия художеств ЛР); множество домов в стиле декоративного орнаментального модерна (архитекторы Вильгельм Бокслаф, Михаил Эйзенштейн, Генрих Шель, Альфред Ашенкампф, Карл Фельско) которые ныне составляют «архитектурное лицо» столицы Латвии, а также многие другие здания общественной направленности и жилые плановые дома.
Из зданий, построенных по проектам лично Лунского, можно отметить жилой шестиэтажный дом на Елизаветинской (ныне — Элизабетес) улице, 11. Он был построен в 1897 году, с точки зрения архитектурной ценности он занимает видное место в иерархии зданий рижского модерна.
Похоронен на Ивановском кладбище в Риге.

## Церковное строительство в Прибалтийском крае

### Храм Успения Пресвятой Богородицы в Елгаве
Что касается православных храмов, то 90-е годы XIX века выдались крайне продуктивными в плане религиозного православного зодчества на территории Лифляндии. Многие православные деятели Лифляндии называют этот благотворный период (построено более 70 церквей за 10 лет) золотым веком храмового строительства в регионе. Архиепископ Рижский и Митавский Арсений (Брянцев) выдвинул инициативу по строительству православного храма в Митаве. В 1885 году архитектор Лунский, тогда ещё молодой и не обладающий серьёзным опытом, несколько неожиданно получает от епархии заказ на строительство кладбищенской церкви. Церковь, строительство которой началось в 1887 году и завершилось в 1889, была построена архитектором в так называемом русском стиле церковного зодчества, который был поднят на новый уровень петербургским церковным строительным мастером Алексеем Максимовичем Горностаевым, впервые после длительного перерыва использовавшего в православной храмовой архитектуре принцип шатра, тем самым усовершенствовав канон церковного зодчества в православной традиции. Храм рассчитан на 200 прихожан, его отличают инновационные композиционные особенности, изящество и великолепие отделки, прочность и богатая декорированность экстерьера и интерьера. 2 июля 1889 года храм был освящён во имя Успения Пресвятой Богородицы. Церковь Успения Божией Матери в Елгаве — первый шатровый храм в истории Прибалтийского края, его отличает то, что шатёр воздвигнут над всем объёмом храма, а не только над традиционной надвратной колокольней.

### Петропавловская церковь в Кемери
Ещё одним знаковым для Рижской епархии и для канонического православного зодчества Лифляндии стало сооружение по проекту Владимира Лунского деревянного храма Петра и Павла в курорте Кеммерн, примыкавшего к Рижскому штранду, обладающем высокой значимостью в пределах рекреационной зоны всей Российской империи. Для религиозных нужд русских курортников Архипастырь Арсений выступил с идеей строительства храма, получив поддержку от обер-прокурора Священного Синода К. П. Победоносцева. Парадоксально, но строительство этого в высшей степени примечательного деревянного храма обошлось епархии в 5000 рублей. Владимир Лунский добровольно отказался от архитектурного жалования за воздвижение Петропавловского кеммернского храма. Срок строительства храма — 1892—1893 годы. В аспекте архитектурной характеристики церковь также принадлежит к образцам шатрового зодчества, при этом Лунский органично и искусно перерабатывает и расширяет канонические формы сакрального северного православного зодчества, дополняя их самобытными архитектурными формами. Многочисленные детали декоративного оформления придают храму величественное живописное изящество, их размещение на фасаде отличается своеобразным авторским ощущением гармонии. Здание по праву считается великолепным образцом православного зодчества в современной Юрмале и в пространственных пределах всей современной Латвии. Отчасти церковь Петра и Павла может считаться кульминационной в творчестве раннего Лунского 1890-х — 1900-х годах.

### Свято-Троицкая Задвинская церковь в Риге
В составе авторского коллектива именитых архитекторов края Лунский участвует в воздвижении рижской церкви Святой Троицы в старомосковском пышном стиле, закладка которого состоялась 25 мая 1892 года. Около 60000 рублей было использовано в строительстве этой церкви, рассчитанной на 800 человек, которая была завершена в 1895 году. Автором проекта стал первый латышский архитектор с высшим архитектурным образованием Янис-Фридрих Бауманис. Строительство велось под руководством Бориса Эпингера, а в поздний период работами руководил Владимир Лунский. Его имя отмечено на памятной доске, размещённой на западной стене. Во многом благодаря жертвованию семьи русских меценатов Мансуровых началось строительство Свято-Троицкой Задвинской церкви.

### Преображенская церковь вСпасо-Преображенской пустынипод Елгавой
Построена также с благословения Владыки Арсения и по проекту архитектора Лунского. В августе 1897 года состоялась церемония освящения будущей церкви при пустыньке. Строительство было завершено в 1899 году; архитектор творчески осмыслил и переработал канонические формы епархиального архитектора Аполлона Эдельсона, также внесшего свой вклад в воздвижение церкви Святой Троицы на левом берегу Западной Двины.

### Преображенская церковь в Пярну
После назначения архиепископа Арсения на Казанскую кафедру должность архипастыря Рижского и Митавского занял архиепископ Агафангел (Преображенский). По его рекомендации Лунский заступил на пост епархиального архитектора, несколько лет он должен был совмещать этот пост и пост архитектора Лифляндской губернии. После этого, в 1898 году, им был разработан проект Преображенской церкви для православной общины в Пернове. Церковь характеризуется монументальными формами, отдалённо коррелирующими с формами православного кафедрального собора Рождества Христова в Риге. В то же время эта церковь отличается более регулярной планировкой и оригинальным синтетическим переосмыслением традиционных канонов северного зодчества, совмещённых с западным рациональным «настроением».

### Вознесенская церковь в Риге
В 1900 году, учитывая нужды расширяющегося латышского православного прихода, Лунский разработал проект расширения церкви Вознесения Господня, располагающейся напротив Яковлевской лютеранской церкви и православного Покровского храма на территории одноимённого кладбища. В итоге церковь оказалась полностью перестроенной по проекту Лунского. Её формы также характеризует регулярность, которая придаёт церкви ощущение умеренности и рациональности.
С 1901 по 1904 года архитектор работает над созданием небольшого православного храма у железнодорожной станции Тапа в Эстляндской губернии.

### Ивановская церковь на Московском форштадте
В творчестве зрелого Лунского наиболее видное место занимает православный храм Иоанна Предтечи, находящийся при Ивановском кладбище, который можно смело причислить в бесспорным украшениям Московского предместья Риги. В то же время эта церковь является одним из последних творений известного лифляндского церковного зодчего. Он настолько величественен, что больше напоминает кафедральный собор, чем скромный приходской храм, каковым он является по своему «статусу». Церковь отличается колоритным пятиглавым венчанием, благодаря которому она доминирует над малоэтажной застройкой предместья. Центральный купол пятиглавия увенчан усечённым шатром. В экстерьере храма оригинально проявляются композиционные черты древнерусского канона православного зодчества. Строительство церкви приостановилось по объективным причинам — начались военные действия — Россия вступила в Первую мировую войну, недостроенный храм долгое время пустовал, ожидая окончания работ, но архитектору было не суждено завершить его. Владимир Иванович Лунский скончался в 1920 году и был погребён у стен Ивановского храма на Ивановском кладбище, его могила в хорошем состоянии сохранилась до наших дней.

### Церковь Александра Невского в Тарту
Начало строительства этой церкви относится к 1914 году. 27 мая 1914 года архиепископ Рижский и Митавский Иоанн заложил и освятил первый камень в будущий храм. Завершение относится к 1915 году, оно произошло как раз накануне военных событий. Император Николай II пожертвовал два раза по 2000 рублей на строительство православного храма для дерптской православной общины. В общей сложности удалось собрать на основе пожертвований около 130000 рублей. Руководство строительными работами взял на себя эстляндский строительный мастер Фромгольд Кангро.